# Pascahinnites
Pascahinnites is een geslacht van tweekleppigen uit de  familie van de Pectinidae (mantelschelpen). 

## Soorten
- Pascahinnites coruscans (Hinds, 1845)
- Pascahinnites pasca (Dall, 1908)